# Albert Maas (Mediziner)
Albert Maas (geb. 2. Mai 1888 in Winnweiler; gest. Oktober 1936 in New York, Vereinigte Staaten) war ein deutscher Sport- und Theaterarzt.

## Leben
Albert Maas war das zweite Kind des jüdischen Kaufmanns Moritz Maas. Er besuchte zunächst die Lateinschule in Winnweiler und später das Humanistische Gymnasium Kaiserslautern, wo er 1907 sein Abitur ablegte. Anschließend studierte er an der Universität München, Würzburg und Heidelberg Medizin. 1912 unterbrach er sein Studium und ging als Einjährig-Freiwilliger zur 3. Kompanie des 9. Infanterie-Regiments in Würzburg. Auch während des Ersten Weltkriegs musste er sein Studium unterbrechen. Als Feldarzt diente er sowohl an der West- als auch an der Ostfront in verschiedenen Feldlazaretten und Krankenhäusern. Von 1916 bis 1918 war er Stabsarzt in Potsdam. Für seinen Einsatz wurde er mit dem Eisernen Kreuz II. Klasse geehrt. 1917 promovierte er Über Kupfersplitterverletzung des menschlichen Auges im Fachgebiet Augenheilkunde. 1919 eröffnete er eine Arztpraxis in Kaiserslautern.
Ehrenamtlich war er als Theaterarzt am Theater Kaiserslautern und als Sportarzt des Fußballvereins 1900 Kaiserslautern (FVK) tätig. Auch nach der Umbenennung in den 1. FC Kaiserslautern und nach der Machtergreifung übte er diese Tätigkeit weiter aus, obwohl er nach den offiziellen Rasserichtlinien der Reichssportführung dazu nicht berechtigt war. Als sich der Druck auf Maas erhöhte und er seinen Beruf nur noch schwer ausüben konnte, emigrierte er 1936 in die Vereinigten Staaten, wo er sich kurz darauf das Leben nahm.
Maas hinterließ seine Frau Esther (geb. Meyer) und einen Sohn. Werner Karl Maas trat in die Fußstapfen seines Vaters und wurde Professor für Molekularbiologie und Genetik an der New York University. Er publizierte 2003 in Speyer eine Biografie seines Vaters unter dem Titel Das Leben meines Vaters 1888–1936: Ein Bild jüdischen Lebens in der Rheinpfalz zwischen Emanzipation, Integration, Vertreibung und Vernichtung. 2004 erschien eine englischsprachige Ausgabe.

## Werke
- Über Kupfersplitterverletzung des menschlichen Auges. Heidelberg 1917. (Dissertation)